# Freeze Frame (Filmtechnik)
Als Freeze Frame bezeichnet man im Film das Stilmittel, ein bestimmtes Einzelbild einzufrieren, also einen Effekt zu erzeugen, als würde der Film angehalten. Dafür wird im klassischen Film im optischen Printer das gewünschte Einzelbild des Kameranegativs mehrfach hintereinander kopiert. 
Die Technik des Freeze Frame schafft einen Übergang vom Film, also bewegten Bildern, zur Photographie (Zwei Banditen, Sie küßten und sie schlugen ihn), teilweise auch von Film zum Gemälde (Im Schmerz geboren) oder zum Comicbild (300: Rise of an Empire, R.E.D. 2).
Der Regisseur François Truffaut beendete 1959 seinen ersten Langfilm Sie küßten und sie schlugen ihn, mit dem er die Nouvelle Vague begründete, mit einem Freeze Frame auf das Gesicht seines Helden Antoine, der ins Meer rennt.
Bekannt ist das Stilelement vor allem aus verschiedenen Action- und Kung-Fu-Filmen der 1970er sowie der Fernsehserie Navy CIS, in welcher zusätzlich solche eingefrorenen Bilder in Schwarzweiß dargestellt werden. 
Regelmäßig verwendet der Hongkonger Regisseur John Woo eingefrorene Bilder. Meist nutzt er diese, um einen besonderen Gesichtsausdruck eines seiner Helden, etwa den Ausdruck einer Emotion in einer wichtigen Szene zu betonen.

## Zwei Banditen
In die Filmgeschichte eingegangen ist der abschließende Freeze Frame des Films Zwei Banditen (Originaltitel: Butch Cassidy and the Sundance Kid) ein Western des Drehbuchautors William Goldman und des Regisseurs George Roy Hill aus dem Jahr 1969. Der Film erzählt das Leben der beiden sympathisch dargestellten Zug- und Bankräuber Butch und Sundance sowie ihre Dreiecksbeziehung zu ihrer schönen Komplizin Etta und war einer der größten Kassenerfolge seiner Zeit.
Der Film endet damit, dass die Banditen todesmutig gemeinsam sprungartig aus dem komplett vom Militär umstellten Haus stürzen – eine Szene, die an ihren Sprung von den Klippen (in der Mitte des Films) erinnert, als sie noch erfolgreich vor den Kopfgeldjägern fliehen konnten. Der Regisseur Hill erklärte hierzu, dass er bewusst die vage Möglichkeit, dass sie sich dennoch retten konnten, offenlassen wollte. Indem dieser Moment wie eine Fotografie festgehalten wird, reiht sich das Bild in die Serie von Foto-ähnlichen Standbildern ein, die die Darstellung der glücklichsten Zeit der beiden (bzw. der drei) – mit Etta in New York, ein Zwischenstopp auf dem Weg nach Bolivien – prägt. Wurden jedoch bei der New York-Sequenz historische Fotografien verwendet, in die die Schauspieler hineinretuschiert wurden, musste das Schlussbild in einem komplizierten Verfahren hergestellt werden: Eine sogenannte Standbildkamera – hier eine 35-mm-Panavision-Kamera – wurde auf das Dach des gegenüberliegenden Gebäudes gestellt und auf die Tür ausgerichtet, aus der Newman und Redford heraussprinten würden. Zunächst wurden einige Filmaufnahmen gedreht, wie sie auf die Kamera zulaufen und schießen. Dann wurde ein Standbild vom Set ohne Schauspieler aufgenommen. Dies musste äußerst schnell und präzise durchgeführt werden, damit die Schatten auf der 35-mm-Aufnahme mit denen auf dem Foto übereinstimmten. Das letzte Bild der 35-mm-Aufnahme, auf der man sie herausrennen sieht, wurde dann gestoppt, dann hat man die Farben zu dem historisch anmutenden Sepia-Farbton verblassen lassen und das Bild in eine Vergrößerung des Standfotos vom Set geklebt. Zum Schluss wurde es mit einer Animationskamera erneut gefilmt und rausgezoomt. Auf diese Weise ist es gelungen, Newman und Redford als Teil eines Fotos von der ganzen Szene zu zeigen.

## Aktuelle Beispiele
Im zeitgenössischen Kino verwendet Quentin Tarantino immer wieder Freeze Frames. Zack Snyder schließt etwa in seinem Film 300: Rise of an Empire regelmäßig Szenen mit Freeze Frames ab, die zudem vom Standbild in eine gemalte Form übergehen.

## Comicverfilmungen
In den Comicverfilmungen von DC Comics etwa R.E.D. – Älter, Härter, Besser und R.E.D. 2 werden Enden von Szenen immer wieder eingefroren und gehen dann in Comiczeichnungen über. Diese Comiczeichnungen werden dann manchmal für Übergänge zur Folgeszene genutzt. Die Firma schafft so eine direkte Verbindung der Comicfiguren zu den Filmfiguren, die durch reale Menschen dargestellt werden.

## Deutschland
Im deutschen Film werden Freeze Frames selten eingesetzt. Eine Ausnahme bildet der experimentelle Tatort Im Schmerz geboren von 2014 nach einem Drehbuch von Michael Proehl. In dem Film, in dem Gemälde eine künstlerische Rolle spielen, lässt man Szenen einfrieren und in ein Gemälde übergehen und schafft so eine weitere der vielen Kombinationen von Kunstformen, die diesen Film auszeichnen.